# کوگیل (میزوری)
کوگیل (به انگلیسی: Cowgill) یک شهر در ایالات متحده آمریکا است که در شهرستان کالدول، میزوری واقع شده‌است. کوگیل ۰٫۶۲ کیلومتر مربع مساحت و ۱۸۸ نفر جمعیت دارد و ۲۹۶ متر بالاتر از سطح دریا واقع شده‌است.